# Amálie Pouchlá
Amálie Pouchlá (též uváděná Amalie), rozená Krečmerová (10. října 1881 Lutopecny u Kroměříže – 1964 Kroměříž) byla česká politička a feministka, členka Československé strany národně socialistické, v letech 1927 až 1932 zastupitelka města Kroměříže. Roku 1929 se pak stala II. náměstkyní starosty města Josefa Jedličky, a stala se tak první vykonavatelkou úřadu náměstkyně starosty města v historii Československa.

## Život
Narodila se v roce 1881 v Lutopecnách u Kroměříže. Dne 5. února 1908 se v Kroměříži provdala za kapitána ve výslužbě Josefa Pouchlého (1877-1963), někdejšího člena městské vojenské posádky. Stala se členkou ČSNS.
Roku 1927 získala po kroměřížských komunálních volbách konaných 4. prosince mandát členky městského zastupitelstva. To bylo umožněno československým volebním zákonem z roku 1919, který oproti rakousko-uherskému nově umožňoval všeobecnou politickou kandidaturu žen do veřejných funkcí. V roce 1929 pak byla zvolena na místo II. náměstkyně starosty města Josefa Jedličky (ČSND), ve funkci nahradila spolustraníka Aloise Hrabánka, který předtím rezignoval kvůli zvolení do okresního výboru. Dosáhla tím doposud nejvyššího komunálního politického postu na městské úrovni v politické historii ČSR. V říjnu 1931 ze zdravotních důvodů na členství v městské radě rezignovala, nahradil ji další národní socialista Emil Vraník.
V kroměřížských komunálních volbách roku 1932 znovu zvolena nebyla.
Zemřela v roce 1964 v Kroměříži a byla pohřbena na kroměřížském hřbitově.

## Zajímavost
V roce 1937 patřila mezi 24 potenciálních dědiců, jímž americké úřady oddalovaly výplatu dědictví po exulantovi Janu Krečmerovi ve výši 48 milionů dolarů, jelikož po svém příjezdu do USA byl americkými úřady místo Krätschmer zapsán jako Kratschmer.